# Houilles
Houilles là một xã trong vùng đô thị Paris, thuộc tỉnh Yvelines, vùng hành chính Île-de-France của nước Pháp, có dân số là 30.163 người (thời điểm 1999).

## Các thành phố kết nghĩa
- Friedrichsdorf, Đức (từ 1973)
- Chesham, Vương quốc Anh (từ 1986)
- Celorico de Basto, Bồ Đào Nha (từ 2006)